# Daisuke Usami
Daisuke Usami (Yokote, 29 marzo 1979) è un ex pallavolista giapponese.
Giocava nel ruolo di palleggiatore.

## Carriera
La carriera di Daisuke Usami inizia a livello scolastico con la Omonogawa High School, per poi passare alla Tokai University. Nel 2001 viene convocato per la prima volta in nazionale ed inizia la carriera professionistica coi NEC Blue Rockets, rientrando anche nel sestetto ideale della stagione. Col suo club vince il primo trofeo della propria carriera, il Torneo Kurowashiki 2003, ed è finalista in campionato, perdendo contro i Toray Arrows, nella V.League 2004-05.
Nella stagione 2006-07 viene ingaggiato dai Panasonic Panthers, con i quali inizia una lunga militanza di sette stagioni, vincendo due scudetti, tre edizioni della Coppa dell'Imperatore ed altre cinque volte il Torneo Kurowashiki. Con la nazionale, dopo la finale persa nel campionato asiatico e oceaniano 2007, si aggiudica il campionato asiatico e oceaniano 2009; sempre nel 2009 si classifica al terzo posto alla Grand Champions Cup. Un anno dopo, invece, vince la medaglia d'oro ai XVI Giochi asiatici. Appare per l'ultima volta in nazionale nel 2012, partecipando alla World League. Al termine della stagione 2012-13 si ritira dalla pallavolo giocata, ricevendo anche un premio speciale alla carriera.

## Palmarès

### Club
- Campionato giapponese: 4

2007-08, 2009-10, 2011-12
- Coppa dell'Imperatore: 3

2009, 2011, 2012
- Torneo Kurowashiki: 5

2003, 2008, 2009, 2010, 2012

### Nazionale (competizioni minori)
- XVI Giochi asiatici

### Premi individuali
- 2002 - V.League giapponese: Sestetto ideale
- 2003 - Coppa del Mondo: Giocatore più spettacolare
- 2005 - V.League giapponese: Miglior spirito combattivo
- 2005 - V.League giapponese: Sestetto ideale
- 2008 - V.Premier League giapponese: Sestetto ideale
- 2009 - Torneo Kurowashiki: Sestetto ideale
- 2010 - V.Premier League giapponese: Sestetto ideale
- 2010 - Torneo Kurowashiki: Sestetto ideale
- 2012 - V.Premier League giapponese: Sestetto ideale
- 2013 - V.Premier League giapponese: Premio speciale alla carriera